# Нафт Гачсаран
«Нафт Гачсаран» (перс. نفت و گاز گچساران‎) — иранский футбольный клуб, из города Догонбедан. Клуб был основан в 1967 году. Команда получила право выступать в Лиге Азадеган, заняв 1-е место во Втором дивизионе Ирана сезона 2012/2013.

## History
Клуб основан в 1967 году нефтяниками Догонбедана. Первое время участвовал в основном в товарищеских матчах и местных соревнованиях. После революции 1979 года начал играть в низших дивизионах иранского чемпионата, в 2013 году начал выступать во втором по силе дивизионе — Лиге Азадеган, но вылетел обратно в третий по силе дивизион после второго сезона.

## История выступлений
| Сезон   | Дивизион      | Место          | Кубок      |
| ------- | ------------- | -------------- | ---------- |
| 2010/11 | Лига 2        | 6-е (Группа В) | не квалиф. |
| 2011/12 | Лига 2        | 5-е (Группа А) | не квалиф. |
| 2012/13 | Лига 2        | 1-е (Группа А) | не квалиф. |
| 2013/14 | Лига Азадеган |                |            |